# Andreï Kotchetkov (aviateur)
Andreï Grigorevitch Kotchetkov (en russe : Андре́й Григо́рьевич Кочетко́в), né le 26 juin 1908 et mort le 1er mai 1990, était un aviateur soviétique.